# Помбус
Помбус (порт. Pombos) — муниципалитет в Бразилии, входит в штат Пернамбуку. Составная часть мезорегиона Мата-Пернамбукана. Входит в экономико-статистический микрорегион Витория-ди-Санту-Антан. Население составляет 21 974 человека на 2007 год. Занимает площадь 208 км². Плотность населения — 105 чел./км².
Праздник города — 11 декабря.

## История
Город основан в 1908 году.

## Статистика
- Валовой внутренний продукт на 2005 год составляет 71 322 000 реалов (данные: Бразильский институт географии и статистики).
- Валовой внутренний продукт на душу населения на 2005 год составляет 2891 реал (данные: Бразильский институт географии и статистики).
- Индекс развития человеческого потенциала на 2000 год составляет 57.4751 (данные: Программа развития ООН).

## География
Климат местности: тропический. В соответствии с классификацией Кёппена, климат относится к категории As'.